# Бучковице (гмина)
Бучковице (пол. Buczkowice) — сельская гмина (волость) в Польше, входит как административная единица в Бельский повет (силезский), Силезское воеводство. Население — 10 486 человек (на 2004 год).

## Демография
| Перепись                       | Всего   | Всего | Женщины | Женщины | Мужчины | Мужчины |
| ------------------------------ | ------- | ----- | ------- | ------- | ------- | ------- |
| Единицы                        | человек | %     | человек | %       | человек | %       |
| Население                      | 10 486  | 100   | 5369    | 51,2    | 5117    | 48,8    |
| Плотность населения (чел./км²) | 542,5   | 542,5 | 277,8   | 277,8   | 264,7   | 264,7   |

## Соседние гмины
1. Гмина Липова
2. Гмина Лодыговице
3. Щирк
4. Гмина Вильковице